# Tunnan och Moroten

Tunnan och Moroten er en svensk gruppe, oprettet i 1994, der hovedsageligt producerer kønsrock (genitalia rock). De har udgivet flere albums og har siden slutningen af 1990'erne været et velkendt internetfænomen.

## Historie
I 1994 begyndte Tunnan och Moroten at lave musik sammen. I begyndelsen var det vigtigste instrument en Amiga men siden slutningen af 1990'erne, har de ligeledes spillet på guitar og trommer. Sangen Bajs i Bastun var omkring 2000 blevet en af deres mest berømte sange, hovedsageligt udbredt via internettet, og var på Tunnan och Morotens første album ved samme navn. I 1999 blev internetspillet Bajsjakten ligeledes lanceret. Gruppen har indtil videre udgivet fem albums og på de seneste udgivelser anvendes både synthesizer, bas, elektrisk guitar, trommer og inspiration fra chiptune-genren.

## Bandet i dag
I dag er bandets officielle genre komedie/Punk/Electro, og som helhed defineres musikken bedst som kønsrock. Det er medlemmet Tunnan som skriver og indspiller hovedparten af musik og sang. Moroten synger og growler. Deres sange er generelt relativt korte – som regel under 3 minutter og nogle gange blot et par sekunder. Trods dette faktum, er deres album altid fyldt op, og indeholder derfor omkring 20 til 40 numre. Det har siden gruppens debutalbum været en tradition at de sidste numre på et album består af coverversioner af gruppens sange indspillet af fans. Den eneste undtagelse fra denne regel findes på CD-R-versionen af gruppens andet album, "Bus, bira och bajs recept", som derfor kun indeholder 22 sange.

## Identitet
Tunnan och Morotens virkelige identitet er ikke kendt. Det vides at de bor, eller i det mindste har boet i Stockholm. De har kendt hinanden siden deres barndom og at Tunnan blev født 1977.   Der har været mange gæstemusikere på Tunnan og Morotens albums såsom Haschpipan, Tompa og Max Levin. 
Der findes en del musikprojekter beslægtet med Tunnan och Moroten. Tunnan har igennem flere år haft projekter med Tompa. Duo'en har igennem tiderne haft mange forskellige navne: Tommy och Danne, Tunnan och Tompa, Maniacs of Metal, Instrumentalsjukhuset og LädeRebels.
Sevlom Tompa ofte medvirker på Tunnan och Morotens udgivelser fremgår det aldrig af pladeomslaget. I et interview fra 2003 fortælles det at Moroten kun medvirker på ca. 15-20 procent af gruppens sange.

## Diskografi

### Albums
- 2000 – Bajs i bastun
- 2002 – Bus, bira och bajs recept
- 2004 – Röv rövarna
- 2007 – 100% homo
- 2008 – Still Going Brown
- 2008 – Kings of Poop
- 2008 – Den stora korven
- 2009 – Greatest Shitz (2 cd samling)
- 2009 – Porr party
- 2010 – Rave i runkbåset[3]

### Tunnan-relaterede albums
- 1997 – Tommy och Daniel – Demos 1 (Kassettband)
- 2000 – Tommy och Danne – Gammalt skit 1
- 2007 – Tommy och Danne – Gammalt skit 2
- Tsr – Live in Stockholm 2006
- 2007 – Instrumental sjukhuset – Roligt i skogen
- 2008 – Various Artists – Super Mario Nazi Batman Soundtrack
- 2009 – The Metal Kings – Wimps and Posers
- 2010 – The Metal Kings – Satanic Dance Party

### Tunnan och Moroten-relaterede DVD'er
- 2006 – TXX – Live, jamming och videor
- 2008 – LädeRebels – Live i ödehuset
- 2008 – Super Mario Nazi Batman
- 2010 – Tunnan & Tompa – Live på Kina